# Krvácení do gastrointestinálního traktu
Akutní krvácení do gastrointestinálního traktu (krvácení do GIT,trávicího traktu) je náhlá příhoda břišní, chronické krvácení se často dlouho dobu nijak neprojevuje. Krvácení do dolní části GIT nebývá akutní a život ohrožující.
Krvácení do GIT (gastrointestinálního traktu) se řeší chirurgickým zákrokem. Příčiny vzniku mohou být různé, od perforace (proděravění), přes parazitární infekci a krvácivé choroby, někdy není příčina známá.
Mezi nejčastější projevy krvácení do GIT patří:
- hematemaza
- meléna
- enterorhagie
- hypotenze až šok (z velké rychlé ztráty krve)
- anémie (chudokrevnost) (z pomalé ztráty velkého množství krve)

## Hematemeza
Hematemeza neboli zvracení krve – tekutá nebo sražená (koagulum) mívá charakter kávové sedliny
- dochází zde k přeměně hemoglobinu (krevní barvivo) na hematin
- důležitou součástí diagnostiky je zjištění, zda postižený nejedl například řepu, víno, které by mohlo přispět k červenému zabarvení. Také dlouhodobé užívání některých léků může způsobit podráždění žaludeční sliznice a krvavé zabarvení.
- tento druh krvácení bývá nejčastěji z horního trávicího traktu (jícen, žaludek)
- diferenciálně diagnosticky je třeba odlišit od krvácení z dýchacího traktu – hemoptoe

## Meléna
Meléna je černá, dehtovitá stolice charakteristického zápachu. Aby vznikla meléna, musí být krvácení větší než 100 ml krve.
- Opět je důležité zjistit, co postižený jedl – zejména konzumace borůvek či užívání železa nebo černého uhlí značně ovlivňuje vzhled.
- Při tomto druhu krvácení bývá postižen žaludek či střeva.

## Enterorhagie
Enterorhagie je čerstvá krev ve stolici
- nedochází zde k natrávení. Jasně červená krev značí krvácení z rekta (konečník), lehce promísená se stolicí značí krvácení v pravém tračníku

## Diagnostika
Diagnostika u tohoto druhu postižení je nejjasnější pomocí endoskopických metod (kolonoskopie, rektoskopie a gastroskopie). U chronického krvácení nemusí být patrné změny ve stolici, nemocný trpí anémií z nedostatku železa (sideropenická anémie), krvácení pak lze prokázat testem na okultní krvácení, v pokročilejších stádiích anémie však nebývá záchytnost tohoto testu příliš vysoká a proto se obvykle rovnou volí endoskopické vyšetření.